# الفك المفترس: الانتقام
جوس: ذا ريفينج (بالإنجليزية: Jaws: The Revenge)‏؛ ويعني بالعربية الفك المفترس: الانتقام (يُعرف أيضًا بـ الفك المفترس 4: الانتقام أو الفك المفترس 4) هو فيلم رعب أمريكي صدر عام 1987، الفيلم من إنتاج وإخراج جوزيف سارجنت، ومن بطولة لورين غاري، ولانس غيست، وماريو فان بيبلس، ومايكل كين. الفيلم هو تكملة لـ الفك المفترس 2، والجزء الرابع والأخير في السلسلة.
الفيلم هو آخر فيلم سينمائي أخرجه سارجنت، وكذلك آخر دور للورين غاري في السينما حتى الآن، كانت قد تقاعدت عن التمثيل بعد فيلمها السابق 1941 (1979). تم تصوير الفيلم في مواقع مختلفة في نيو إنجلاند وجزر الباهاما، وتم الانتهاء منه في شركة يونيفرسال مثل الفيلمين الأولين. تم تصوير مارثا فينيارد على أنها جزيرة آميتي الخيالية في المشهد الافتتاحي.
كان الفيلم مُنتقدًا من قبل النقاد، كما كان الفيلم الأقل ربحًا من السلسلة. بينما استغرق إنتاج الأفلام الثلاثة الأخرى في السلسلة حوالي عامين لكل منها، تم إنتاج الفك المفترس: الانتقام في أقل من تسعة أشهر. وفقًا للمنتج المشارك ومدير الإنتاج فرانك باور قال أثناء تصوير التكملة: «سيكون هذا (الانتقام) أسرع فيلم شاهدته على الإطلاق، تم التخطيط له في جميع السنوات الخمس والثلاثين التي قضيتها كمدير للإنتاج.»

## طاقم العمل
- لورين جاري في دور إلين برودي.
- لانس غيست بدور مايكل برودي.
- ماريو فان بيبلس في دور جيك.
- كارين يونغ بدور كارلا برودي.
- جوديث بارسي في دور ثيا برودي.
- مايكل كين في دور هوجي نيوكومب.
- لين وايتفيلد في دور لويزا.
- ميتشل أندرسون في دور شون برودي.
- جاي ميلو (لقطات من الأرشيف) بدور يونغ شون.
- روي شايدر (لقطات أرشيفية) بصفته الرئيس مارتن برودي.

## وصلات خارجية
الفك المفترس: الانتقام على موقع IMDb (الإنجليزية)
- الفك المفترس: الانتقام على موقع ميتاكريتيك (الإنجليزية)
- الفك المفترس: الانتقام على موقع روتن توميتوز (الإنجليزية)
- الفك المفترس: الانتقام على موقع نتفليكس (الإنجليزية)
- الفك المفترس: الانتقام على موقع قاعدة بيانات الأفلام العربية
- الفك المفترس: الانتقام على موقع ألو سيني (الفرنسية)
- الفك المفترس: الانتقام على موقع Turner Classic Movies (الإنجليزية)
- الفك المفترس: الانتقام على موقع أول موفي (الإنجليزية)
- الفك المفترس: الانتقام على موقع بوكس أوفيس موجو (الإنجليزية)
- الفك المفترس: الانتقام على موقع فيلمافينيتي (الإسبانية)